# Coqueiros (Belo Horizonte)
Coqueiros é um bairro da Região Noroeste de Belo Horizonte.

## Galeria

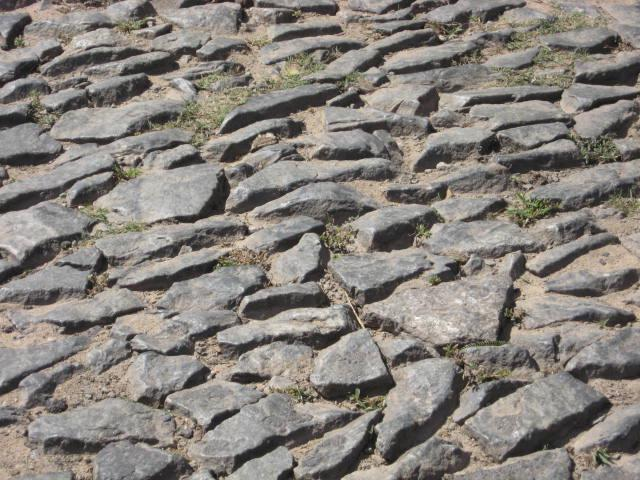
Calçamento típico de pedras do bairro
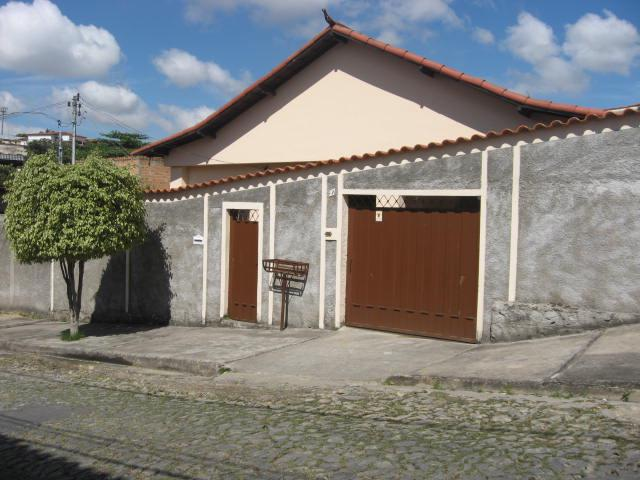
Uma casa da rua Paládio
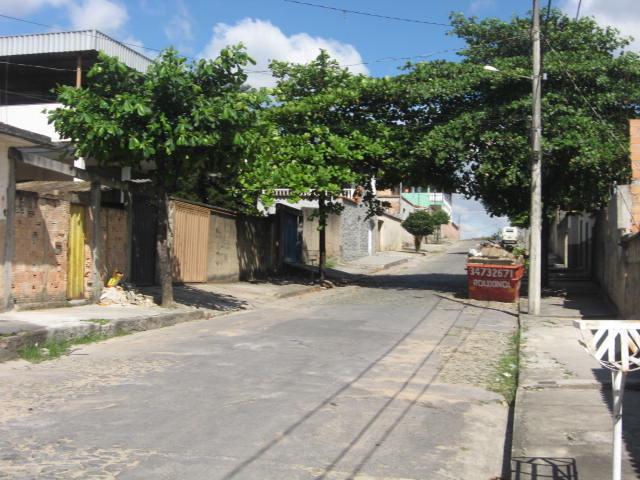
Vista da rua João Gomide Leite, uma das principais do bairro
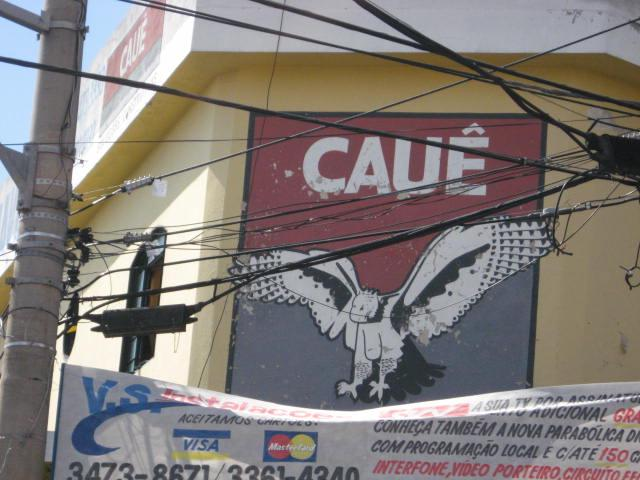
Loja de material de construção existente no bairro

## Áreas de esporte e lazer
- Pista de cooper da Av. Amintas Jacques de Moraes
- Ginásio poliesportivo e campo de futebol da Escola Municipal Padre Edeimar Massote
- Campos de futebol do Acaraí Esporte Clube

## Ligações Externas
- Dados gerais sobre a cidade de Belo Horizonte